# Samuel Allyne Otis

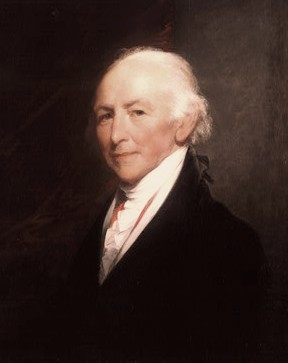
Samuel Allyne Otis

Samuel Allyne Otis (* 24. November 1740 in Barnstable, Province of Massachusetts Bay; † 22. April 1814 in Washington, D.C.) war ein US-amerikanischer Politiker. In den Jahren 1787 und 1788 war er Delegierter für Massachusetts im Kontinentalkongress.

## Werdegang
Samuel Otis war ein Bruder des Juristen und Politikers James Otis Jr. (1725–1783). Die politische Schriftstellerin Mercy Otis Warren (1728–1814) war seine Schwester. Im Jahr 1759 absolvierte Otis das Harvard College; anschließend arbeitete er in Boston im Handel. In den 1770er Jahren schloss er sich der Revolutionsbewegung an. 1776 wurde er Abgeordneter im Repräsentantenhaus von Massachusetts und Mitglied im Kriegsrat (Board of War). 1777 war er während des Unabhängigkeitskrieges bei der Kleiderbeschaffung für die Kontinentalarmee tätig. Zwischen 1784 und 1787 saß er erneut im Staatsparlament, ab 1784 als dessen Präsident als Nachfolger von Tristram Dalton. In den Jahren 1787 und 1788 vertrat er die Interessen des Staates Massachusetts im Kontinentalkongress. 1789 hielt er bei der Vereidigung von Präsident George Washington die Bibel, auf die Washington schwor, als er den Amtseid ablegte. Vom 8. April 1789 bis zu seinem Tod am 22. April 1814 bekleidete er als erster Amtsinhaber den Posten des Secretary of the United States Senate und leitete damit die Verwaltung des US-Senats. Sein Nachfolger wurde Charles Cutts.
Samuel Otis’ Sohn Harrison (1765–1848) vertrat den Staat Massachusetts in beiden Kammern des Kongresses.